# العلاقات السنغالية الكوستاريكية
العلاقات السنغالية الكوستاريكية هي العلاقات الثنائية التي تجمع بين السنغال وكوستاريكا.

## مقارنة بين البلدين
هذه مقارنة عامة ومرجعية للدولتين:
| وجه المقارنة                                              | السنغال                                              | كوستاريكا                                 |
| --------------------------------------------------------- | ---------------------------------------------------- | ----------------------------------------- |
| المساحة (كم2)                                             | 196.72 ألف                                           | 51.10 ألف                                 |
| عدد السكان (نسمة)                                         | 15.85 مليون                                          | 4.91 مليون                                |
| الكثافة السكانية (ن./كم²)                                 | 80.57                                                | 96.09                                     |
| العاصمة                                                   | داكار                                                | سان خوسيه                                 |
| اللغة الرسمية                                             | لغة فرنسية، اللغة الولوفية، باديارا ‏، اللغة البلنتية | اللغة الإسبانية                           |
| العملة                                                    | فرنك غرب أفريقي                                      | كولون كوستاريكي                           |
| الناتج المحلي الإجمالي (بليون دولار)                      | 16.37 مليار                                          | 57.06 مليار                               |
| الناتج المحلي الإجمالي (تعادل القوة الشرائية) بليون دولار | 36.62 مليار                                          | 74.98 مليار                               |
| الناتج المحلي الإجمالي الاسمي للفرد دولار أمريكي          | 899                                                  | 11.26 ألف                                 |
| الناتج المحلي الإجمالي للفرد دولار أمريكي                 | 2.33 ألف                                             | 14.92 ألف                                 |
| مؤشر التنمية البشرية                                      | 0.466                                                | 0.766                                     |
| رمز المكالمات الدولي                                      | +221                                                 | +506                                      |
| رمز الإنترنت                                              | .sn                                                  | .cr، قائمة نطاقات المستوى الأعلى للإنترنت |
| المنطقة الزمنية                                           | 00                                                   | 00                                        |

## منظمات دولية مشتركة
يشترك البلدان في عضوية مجموعة من المنظمات الدولية، منها:
| علم المنظمة | اسم المنظمة                               | تاريخ انضمام السنغال | تاريخ انضمام كوستاريكا |
| ----------- | ----------------------------------------- | -------------------- | ---------------------- |
|             | الاتحاد البريدي العالمي                   | ?                    | ?                      |
|             | يونسكو                                    | 10 نوفمبر 1960       | 19 مايو 1950           |
|             | البنك الدولي للإنشاء والتعمير             | 31 أغسطس 1962        | 8 يناير 1946           |
|             | منظمة التجارة العالمية                    | ?                    | ?                      |
|             | وكالة ضمان الاستثمار متعدد الأطراف        | 12 أبريل 1988        | 8 فبراير 1994          |
|             | الاتحاد الدولي للاتصالات                  | 15 نوفمبر 1960       | 13 سبتمبر 1932         |
|             | منظمة الشرطة الجنائية الدولية             | ?                    | ?                      |
|             | مؤسسة التمويل الدولية                     | 31 أغسطس 1962        | 20 يوليو 1956          |
|             | الأمم المتحدة                             | 28 سبتمبر 1960       | 2 نوفمبر 1945          |
|             | مؤسسة التنمية الدولية                     | 31 أغسطس 1962        | 30 يونيو 1961          |
|             | الفريق المعني برصد الأرض                  | ?                    | ?                      |
|             | منظمة حظر الأسلحة الكيميائية              | ?                    | ?                      |
|             | المركز الدولي لتسوية المنازعات الاستشارية | 21 مايو 1967         | 27 مايو 1993           |

## وصلات خارجية
- موقع وزارة الخارجية السنغالية
- موقع وزارة الخارجية الكوستاريكية